# Wiktor Szałkiewicz
Wiktor Szałkiewicz (biał. Віктар Антонавіч Шалкевіч, Wiktar Antonawicz Szałkiewicz, ros. Виктор Антонович Шалкевич, Wiktor Antonowicz Szałkiewicz; ur. 9 lutego 1959 w Porozowie) − mieszkający na Białorusi aktor, poeta i bard, wyrosły na pograniczu kultur białoruskiej, polskiej i żydowskiej.

## Życiorys

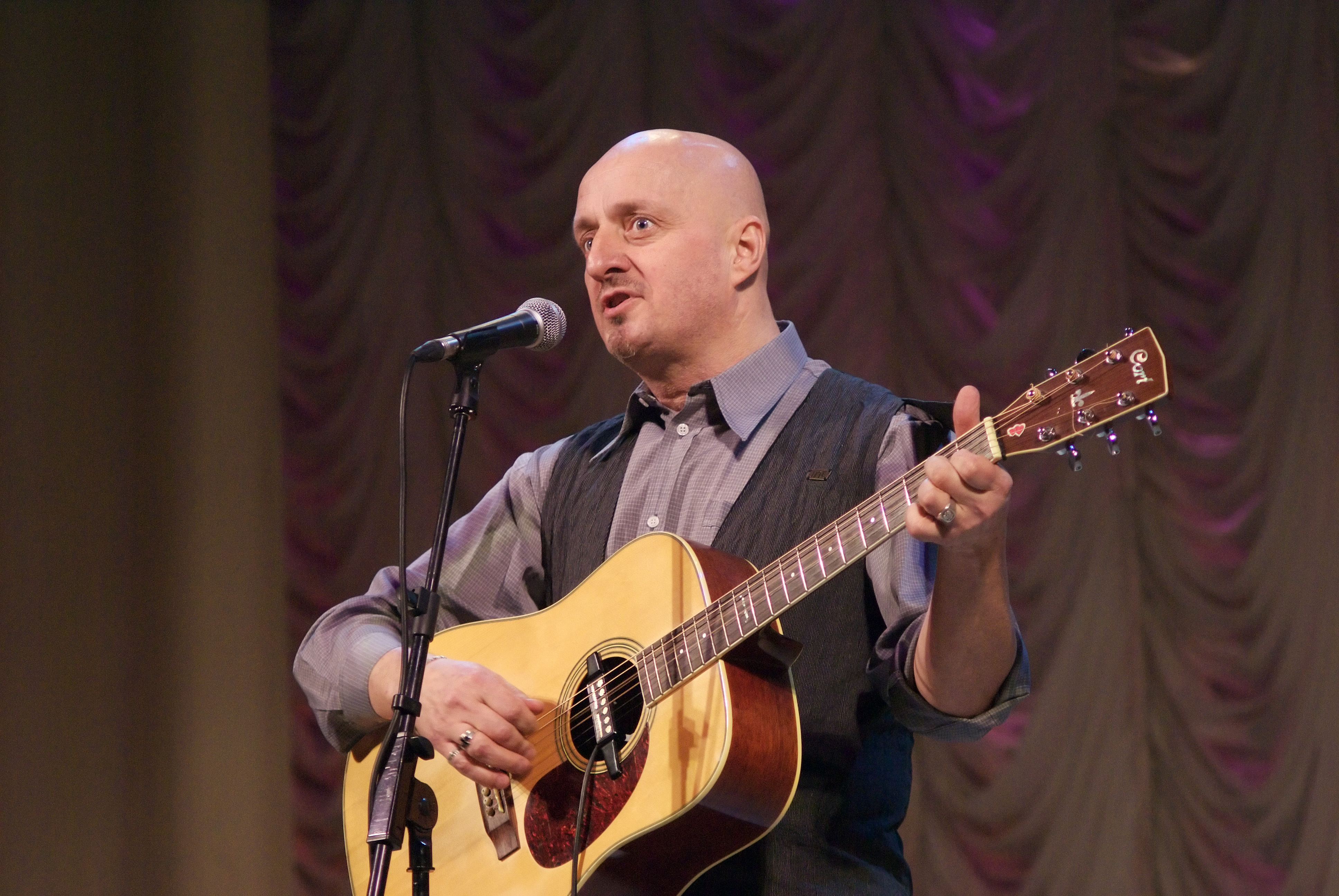
Wiktor Szałkiewicz podczas koncertu w Witebsku, 2010 rok

Urodził się 9 lutego 1959 roku w osiedlu typu miejskiego Porozów, w rejonie świsłockim obwodu grodzieńskiego Białoruskiej SRR. Jego tożsamość ukształtowała się na pograniczu trzech kultur: białoruskiej, polskiej i żydowskiej. W 1980 roku ukończył Białoruski Państwowy Instytut Teatralno-Artystyczny, oddział autorski w klasie A. Butakoua, Ju. Sidaraua, B. Utoraua. W latach 1980−1987 (według innego źródła − w latach 1980−1991) pracował w Grodzieńskim Obwodowym Teatrze Dramatycznym. W latach 1987−1990 był wykładowcą reżyserii i sztuki aktorskiej w szkole kulturalno-oświatowej. Od 1990 roku (według innego źródła − od 1991 roku) pracował jako aktor w Grodzieńskim Obwodowym Teatrze Lalek.

## Twórczość
Wiktor Szałkiewicz jest aktorem, poetą i bardem. Pisze i wykonuje piosenki od czasów szkolnych. Koncertował na Białorusi, Czechach, Francji, Litwie, Niemczech, Polsce, Rosji. Zagrał główne role w filmach Slozy błudnogo syna (pol. Łzy syna marnotrawnego) i Sładkij jad lubwi (Słodki jad miłości; oba wytwórni „Spadar D.”, Białoruś). Piosenki jego autorstwa uważane są za bardzo osobiste, łączy się w nich liryka i publicystyka. Pełne są sarkazmu, ironii i żalu po niespełnionych nadziejach. Często poruszają wzniosłe tematy, ale jednocześnie nie ma w nich patosu. Wychowanie na pograniczu kultur sprawiło, że Szałkiewicz często porusza tematykę życia codziennego ludzi, którzy czują więź z ojczystą ziemią, ale uważają życie − miłość, śpiew, taniec, wychowanie dzieci − za ważniejsze od niekończących się wojen, zmieniających się okupacji i następujących po sobie kolejno władz. Wiktor Szałkiewicz podczas występów jest paradoksalny i nieprzewidywalny. W pracy w teatrze lalek jego ulubionym spektaklem są Tutejsi według sztuki Janki Kupały.
Wiktor Szałkiewicz jest zdobywcą Grand Prix festiwalu „Basowiszcza 1992”, Grand Prix festiwalu „Jesień Bardów 1992”, laureatem Festiwalu Pieśni Autorskiej ORRA i zdobywcą nagrody w nominacji „Wydarzenie festiwalu”, zdobywcą Grand Prix Ogólnopolskiego Konkursu „Przybycie Bardów 2005”.

### Albumy, piosenki
- Album MC Prawincyja (1992[2]; według innego źródła − 1993[4]);
- album MC Smutny biełaruski bluz (1996);
- album MC Bałady i ramansy („Karta'97”, 1998);
- album CD Dobraj ranicy. Wybranaje („BMAGroup”, 2002);
- album CD Za 100 krokau ad Wostraj Bramy, abo Hieahrafija WKŁ i wakolicau („BMAGroup”, 2003);
- album CD Haradzieniec pryziamliusia u Minsku („BMAGroup”, 2006);
- album CD Enigmatyczne kino Lwow (po polsku)
- album CD Шчасьлівая сямёрка (2009, Live)[5]
- album CD Viktar Šalkievič („uCentry”, 2019);[6]
- piosenka Światy Mikałaj (w albumie Światy wieczar, 2000);
- piosenka Jołaczka (w zbiorze Dni latuć. Pieśni z-za kratau, „BMAGroup”, 2005)[4].

### Spektakle
- Плач перапёлкі[7]
- Атрад[7]
- Łzy syna marnotrawnego /Сьлёзы блуднага сына (rola główna)[8]
- Słodka trucizna miłości /Салодкі яд каханьня (rola główna)[8]
- Tutejsi/ Тутэйшыя[9]

## Odznaczenia
- Medal 100-lecia Białoruskiej Republiki Ludowej – 2019[10]
- Order Uśmiechu – Polska[11]